# Ruta Nacional 23 (Colombia)
La Ruta Nacional 23 es una ruta colombiana de tipo troncal que inicia en la ciudad de Cali, departamento del Valle del Cauca y finaliza en la ciudad de Montería, departamento de Córdoba.  

## Antecedentes
La ruta fue establecida en la Resolución 3700 de 1995 teniendo como punto de inicio el municipio de Santa Fe de Antioquia, departamento de Antioquia y como punto final la ciudad de Montería en el departamento de Córdoba. Sin embargo, la Resolución 339 de 1999 redefinió la ruta iniciando desde Cali. No obstante, desde el sector de Irra - Planeta Rica la ruta ha sido eliminada.  

## Descripción de la ruta
La ruta posee una longitud total de 284,27 km. aproximadamente dividida de la siguiente manera:

### Ruta actual[1]
| Código   | Tipo     | Recorrido                                    | Clasificación SINC                 | PR Inicial | PR Final | Longitud km. |
| -------- | -------- | -------------------------------------------- | ---------------------------------- | ---------- | -------- | ------------ |
| 2301     | Tramo    | Cali - Vijes - Mediacanoa                    | Alternas a la Troncal de Occidente | 0+0000     | 53+0522  | 53,52        |
| 2302     | Tramo    | Mediacanoa - La Unión - La Virginia          | Alternas a la Troncal de Occidente | 0+0000     | 142+0320 | 142,32       |
| 2310     | Tramo    | Planeta Rica - Montería                      | Acceso a Montería                  | 0+0000     | 49+0000  | 49,00        |
| 23VL01   | Ramal    | Glorieta Cencar - Aeropuerto - Cruce Ruta 25 | Circuito Cali - Palmira            | 0+0000     | 15+0000  | 15,00        |
| 23VL02   | Ramal    | Paso de La Torre - Siberia (Variante Yumbo)  | Circuito Cali - Palmira            | 0+0000     | 12+0000  | 12,00        |
| 23VL02-1 | Subramal | El Limón - Rozo                              | Circuito Cali - Palmira            | 0+0000     | 3+0700   | 3,70         |
| 23VL02-2 | Subramal | El Limón - La Acequia                        | Circuito Cali - Palmira            | 0+0000     | 6+0000   | 6,00         |
| 23VLB    | Variante | Variante al Poblado de Yotoco                | Alternas a la Troncal de Occidente | 0+0000     | 2+0729   | 2,73         |

- Total kilómetros a cargo de INVIAS: 235,07 km.
- Total Kilómetros en concesión por la ANI: 49,20 km.
- Total Kilómetros en concesión departamental: 0 km.
- Total tramos (incluido tramos alternos): 3
- Total pasos o variantes: 1
- Total ramales: 2
- Total subramales: 2
- Porcentaje de vía en Doble Calzada: 24%
  -  2301  Cali - Vijes - Mediacanoa: 12,00 km aprox.
  -  23VL01  Glorieta Cencar - Aeropuerto - Cruce Ruta 25: 15,00 km aprox.
  -  23VL02  Paso de La Torre - Siberia (Variante Yumbo): 12,00 km aprox.
- Porcentaje de Vía sin pavimentar: 0%

### Ruta eliminada o anterior
| Código   | Tipo     | Recorrido                                           | Situación Actual |
| -------- | -------- | --------------------------------------------------- | --- |
| 2301     | Tramo    | Santafé de Antioquia - San José de la Montaña       | - 6204B Carretera Secundaria Departamental (Santafé de Antioquia - Puente de Occidente) - 62AN14 Carretera Secundaria Departamental (Puente de Occidente - Liborina) - 62AN14-1 Carretera Terciaria Departamental (Liborina - Partidas (San José de la Montaña)) - 62AN18-3-1 Carretera Terciaria Departamental (Partidas (San José de la Montaña) - San José de la Montaña) |
| 2302     | Tramo    | San José de la Montaña - La Granja                  | - 24AN11 Carretera Secundaria Departamental (San José de la Montaña - Partidas a San José de la Montaña) - 24AN11-1 Carretera Secundaria Departamental (Partidas a San José de la Montaña - Ituango) - 58096 Carretera Terciaria INVIAS (Ituango - La Granja) |
| 2302B    | Tramo    | San José de la Montaña - Toledo - Quebrada Matanzas | - 62AN18-3-1 Carretera Terciaria Departamental |
| 2303     | Tramo    | Sin definir                                         | - Carretera Inexistente |
| 2304     | Tramo    | Sin definir                                         | - Carretera Inexistente |
| 2305     | Tramo    | Planeta Rica - Montería                             | - 2310 Tramo de la Ruta Nacional 23 |
| 23AN01   | Ramal    | El Bosque - Villa César                             | - 05034VT06 Carretera Terciaria Municipal (Andes - Tapartó) - Carreteable (Tapartó - La Rochela) - 05034VT74 Carretera Terciaria Municipal (La Rochela - Villa César) |
| 23AN02   | Ramal    | Puerto Boy - Betania                                | - 60AN02-1 Carretera Secundaria Departamental |
| 23CR01   | Ramal    | El K 15 - Tierralta                                 | - 2102 Carretera Secundaria Departamental |
| 23CR01-1 | Subramal | Morales - Valencia                                  | - 21CR01 Carretera Secundaria Departamental |

## Municipios
Las ciudades y municipios por los que recorre la ruta son los siguientes:
Convenciones:
- Fondo Azul : Recorrido actual.
- Fondo Gris : Recorrido anterior.
- Negrita: Cabecera municipal.
- Texto azul: Ríos.
- Texto verde: Parques nacionales.

| Tramo     | Municipio              | Recorrido | Departamento    |
| --------- | ---------------------- | --- | --------------- |
| 2301      | Cali                   | Cali. | Valle del Cauca |
| 2301      | Yumbo                  | Yumbo; Glorieta Cencar (Tramo 23VL01 hacia el Aeropuerto Internacional Alfonso Bonilla Aragón y finaliza con Cruce 2505 ); Siberia (Tramo 23VL02 hacia Paso de la Torre que se cruza con subramal 23VL02-1 y finaliza en Rozo con Cruce 2505B ); Mulaló (Acceso); San Marcos; | Valle del Cauca |
| 2301      | Vijes                  | Vijes (con Paso 23VLA ). | Valle del Cauca |
| 2301      | Yotoco                 | Humedal Chiquique Madrevieja; Yotoco; Mediacanoa (Cruce 4001 ). | Valle del Cauca |
| 2302      | Yotoco                 | Mediacanoa (Cruce 4001 ); Cruce 23VL05 (Acceso 23VL05 a Campo Alegre); Río Frío. | Valle del Cauca |
| 2302      | Riofrío                | Portugal de Piedras (Acceso 23VL06 a Corozal); Riofrío (Acceso 23VL13 a Trujillo y acceso 25VL04 a Tuluá). | Valle del Cauca |
| 2302      | Trujillo               | Huasanó; Robledo. | Valle del Cauca |
| 2302      | Bolívar                | La Herradura, Ricaurte (Acceso); Bolívar (Acceso); San Fernando (Acceso) | Valle del Cauca |
| 2302      | Roldanillo             | Roldanillo (Acceso 25VL05 a Zarzal); Morelia; Higueroncito. | Valle del Cauca |
| 2302      | La Unión               | La Unión (Acceso 23VL10 a Quebradagrande); San Luis; San Antonio. | Valle del Cauca |
| 2302      | Toro                   | Toro (Acceso); Bohio (Acceso), San Francisco. | Valle del Cauca |
| 2302      | Ansermanuevo           | Anacaro (Cruce 4803 y acceso Ansermanuevo). | Valle del Cauca |
| 2302      | Balboa                 | Tambores (Acceso 465 a Fátima); Cruce Central (Acceso 461 a La Foresta y La Bodega). | Risaralda       |
| 2302      | La Virginia            | La Virginia (Cruce 50RS01 y 2507 ) | Risaralda       |
| 2301      | Santafé de Antioquia   | Santafé de Antioquia; Puente de Occidente; Río Cauca. | Antioquia       |
| 2301      | Olaya                  | Sucre, Olaya. | Antioquia       |
| 2301      | Liborina               | Río Juan García; Liborina (Acceso 62AN14-2 a Sabanalarga); San Diego; La Merced del Playón. | Antioquia       |
| 2301      | San Andrés de Cuerquia | Alto Volador. | Antioquia       |
| 2301      | San José de la Montaña | Alto San Juan; Cuchila San Juan; La Apartada (Acceso 62AN18-3 a Toledo); San José de la Montaña. | Antioquia       |
| 2302      | San José de la Montaña | San José de la Montaña; Río San Andrés. | Antioquia       |
| 2302      | San Andrés de Cuerquia | Partidas a San José de la Montaña (Acceso 25AN11 a Llanos de Cuivá); San Andrés de Cuerquia; Río San Andrés; | Antioquia       |
| 2302      | Toledo                 | Matanzas (Acceso 62AN18-3 a Toledo); El Valle. | Antioquia       |
| 2302      | Ituango                | HidroItuango; Los Galgos; Ituango; Río Ituango; El Río; La Coba; La Granja. | Antioquia       |
| 2302B     | San José de la Montaña | San José de la Montaña; La Apartada; | Antioquia       |
| 2302B     | San Andrés de Cuerquia | Alto San Antonio. | Antioquia       |
| 2302B     | Toledo                 | Buenavista; Cuchilla El Granero; Toledo; Matanzas (Acceso 25AN11-11 a San Andrés de Cuerquia). | Antioquia       |
| 2303 2304 | Ituango                | La Granja; Área Rural no determinada | Antioquia       |
| 2303 2304 | Puerto Libertador      | Área Rural no determinada; Puerto Libertador; Río San Pedro; Pica Pica viejo; Río San Jorge; Pica Pica nuevo. | Córdoba         |
| 2303 2304 | Planeta Rica           | Campobello; Pueblo Rizo; Centro Alegre; Nuevo Paraíso; Santa Rosa; Medio Rancho; El Almendro (Acceso); Puente Verde; Planeta Rica (Cruce 2513 ). | Córdoba         |
| 2310      | Planeta Rica           | Planeta Rica (Cruce 2513 2514 25CRA ); Loma Azul; Los Llanos (Acceso). | Córdoba         |
| 2310      | San Carlos             | El Charco; Guacharacal (Acceso). | Córdoba         |
| 2310      | Montería               | El Tamarindo; K15 (Acceso 2102 a Tierralta); Caño Aguas Prietas; Parque Industrial San Jerónimo, Montería (Cruce 21CRA ). | Córdoba         |

## Concesiones y proyectos
Actualmente la ruta posee los siguientes proyectos y concesiones:

### Concesiones y proyectos actuales
| Código | Sector                                  | Tipo          | Cód. proyecto | Nombre Proyecto               | Concesionaria                        | Unidad Funcional               | Etapa                   | PR Inicial | PR Final | Longitud km. |
| ------ | --------------------------------------- | ------------- | ------------- | ----------------------------- | ------------------------------------ | ------------------------------ | ----------------------- | ---------- | -------- | ------------ |
| 2302   | Cruce 50RS01 - La Virginia (Cruce 2507) | Concesión ANI | 4G004         | Autopista Conexión Pacífico 3 | Concesionario Pacífico 3 S.A.S.      | UF 1 (La Virginia - Asia)      | Construcción            | 142+0120   | 142+0320 | 0,20         |
| 2310   | Planeta Rica - Montería                 | Concesión ANI | 4G016         | IP - Antioquia - Bolívar      | Concesión Ruta Al Mar Sas Coruma SAS | UF 4 (Montería - Planeta Rica) | Construcción, operación | 0+0000     | 49+0000  | 49,00        |

### Concesiones y proyectos anteriores
| Código   | Sector                                             | Tipo            | Cód. proyecto | Nombre Proyecto                        | Concesionaria                                         | Unidad Funcional             | Etapa                  | PR Inicial | PR Final | Longitud km. |
| -------- | -------------------------------------------------- | --------------- | ------------- | -------------------------------------- | ----------------------------------------------------- | ---------------------------- | ---------------------- | ---------- | -------- | ------------ |
| 2301     | Yumbo - Mediacanoa                                 | Concesión ANI   | 2G001         | Malla Vial del Valle del Cauca y Cauca | Unión Temporal Malla Vial del Valle del Cauca y Cauca | Tramo 5 (Yumbo - Mediacanoa) | Finalizado y reversado | 12+0000    | 53+0522  | 41,52        |
| 2302     | Ansermanuevo - Cruce 50RS01 (La Virginia)          | Proyecto INVIAS | VE061         | Ansermanuevo - La Virginia             | SP INGENIEROS S.A.S.                                  | NA                           | Finalizado             | NA         | NA       | 165,00       |
| 23VL01   | Glorieta Cencar - Aeropuerto - Cruce Ruta 25       | Concesión ANI   | 2G001         | Malla Vial del Valle del Cauca y Cauca | Unión Temporal Malla Vial del Valle del Cauca y Cauca | Tramo 6 (Cencar)             | Finalizado y reversado | 0+0000     | 15+0000  | 15,00        |
| 23VL02   | Paso de la Torre - Puente Paso de la Torre         | Concesión ANI   | 2G001         | Malla Vial del Valle del Cauca y Cauca | Unión Temporal Malla Vial del Valle del Cauca y Cauca | Tramo 5 (Yumbo - Mediacanoa) | Finalizado y reversado | 0+0000     | 2+0000   | 2,00         |
| 23VL02   | Puente Paso de la Torre - Siberia (Variante Yumbo) | Concesión ANI   | 2G001         | Malla Vial del Valle del Cauca y Cauca | Unión Temporal Malla Vial del Valle del Cauca y Cauca | Tramo 6 (Cencar)             | Finalizado y reversado | 2+0000     | 12+0000  | 10,00        |
| 23VL02-1 | El Limón - Rozo                                    | Concesión ANI   | 2G001         | Malla Vial del Valle del Cauca y Cauca | Unión Temporal Malla Vial del Valle del Cauca y Cauca | Tramo 6 (Cencar)             | Finalizado y reversado | 0+0000     | 3+0700   | 3,70         |
| 23VL02-2 | El Limón - La Acequia                              | Concesión ANI   | 2G001         | Malla Vial del Valle del Cauca y Cauca | Unión Temporal Malla Vial del Valle del Cauca y Cauca | Tramo 6 (Cencar)             | Finalizado y reversado | 0+0000     | 6+0000   | 6,00         |